# Kloster Salmannshofen

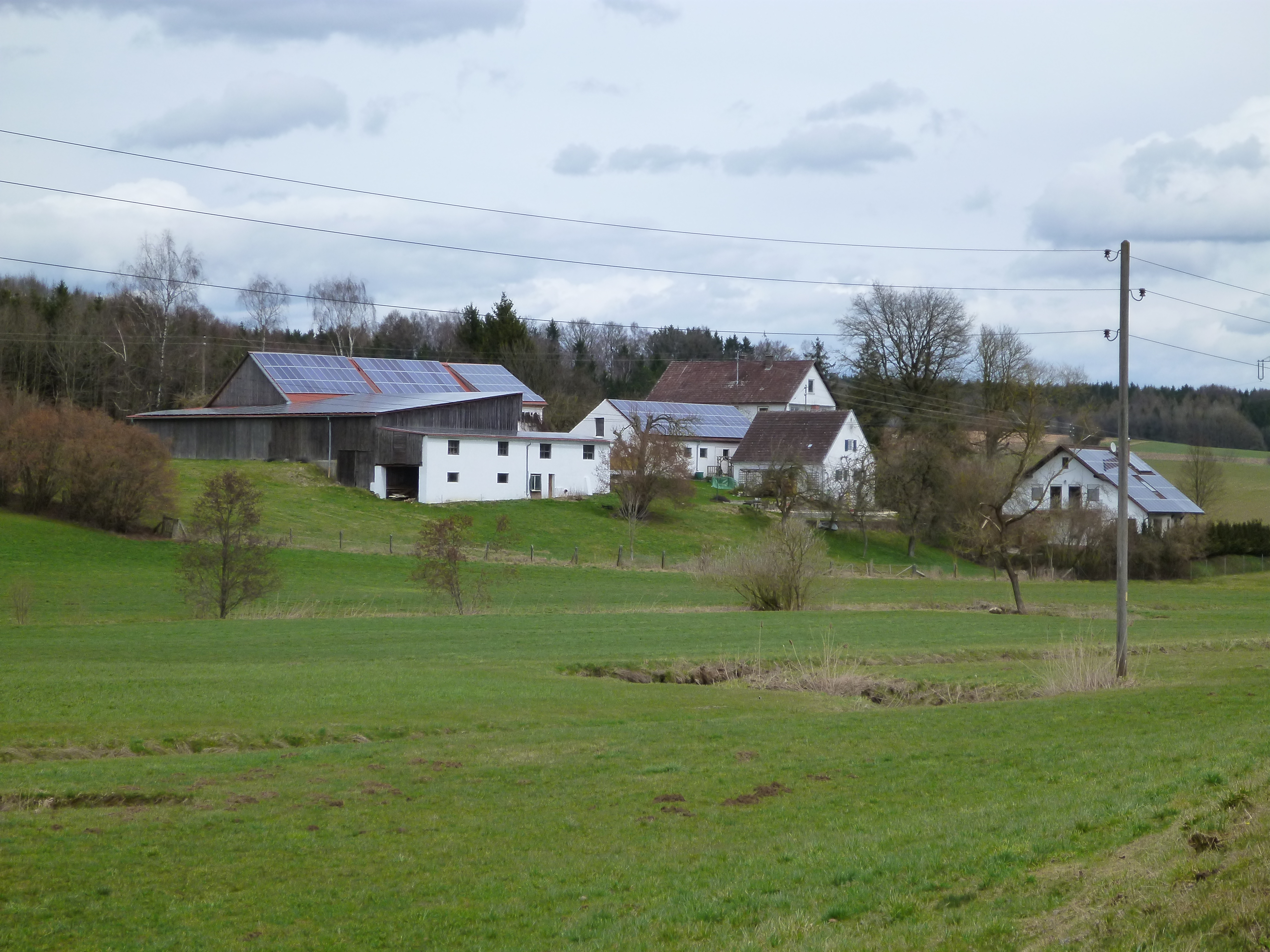
Ortsansicht von Kreisstraße

Das Kloster Salmannshofen war ein Kloster der Terziarinnen der Franziskaner in Salmannshofen bei Affaltern (Biberbach) in Bayern in der Diözese Augsburg. Das Kloster wurde 1282 gegründet und 1401 aufgegeben. An der Stelle des früheren Klosters stehen heute zwei vielleicht aus Klosterbauten entstandene Anwesen. Grenzsteine in den Wäldern erinnern noch an das ehemalige Kloster, ebenso Ziegelsteine die wohl auf das Kirchenfundament hindeuten.

## Geschichte

### Kloster
Die Ursprünge des Klosters liegen im untergegangenen Ort Hausen am Fuße des Burgstalles Kirchberg zwischen Heretsried und Lützelburg. Zum Zweck der Neugründung eines Klosters wurde das Franziskanerkloster in Hausen aufgegeben. 1282 überließ Graf Ludwig von Öttingen den Schwestern von Hausen sein Lehen in Salmannshofen. Das dem heiligen Johannes dem Täufer geweihte Kloster stand anfangs unter der geistlichen Leitung der Barfüßermönche in Augsburg, für die neben der Kirche von Salmannshofen ein Bethaus eingerichtet wurde. Zeitweise bestand bei der Kirche auch eine Niederlassung der Augustiner aus Muttershofen.
Im 14. Jahrhundert erhielt das Kloster einige Schenkungen und Stiftungen, so 1307 von dem bischöflicher Kämmerer zu Augsburg Ulrich von Wellenburg sein Eigengut Affaltern. Fehlender Nachwuchs und wirtschaftliche Probleme waren wohl die Gründe für den Untergang des Klosters. Um die Jahreswende 1400/01 wurde das Kloster durch einen Brand zerstört. Das Konvent bestand zu dieser Zeit nur mehr aus vier Ordensfrauen. Es war dann Eigentum des Klosters Holzen (Benediktinerinnen) bis zum Verkauf an das Domkapitel Augsburg 1753.

### Kirche St. Johannes
Laut einem Vermerk im Urbarium der ehemaligen Pfarrei existiert die Kirche von Salmannshofen seit 1262. Das Gotteshaus stand unter dem Patronat des heiligen Johannes des Täufers. Als weitere Patrone werden St. Vitus und St. Alban genannt. Conradus Lutz († 1264) der im Kirchgang bestattet lag, war der erste Pfarrer. 1726 wurde die Chorturmkirche in Stand gesetzt. 1758 erfolgte der Abbruch aller Gebäudeteile. Die Steine wurden für den Neubau des Pfarrhauses von Herbertshofen wieder verwendet. Wie die Kirche verschwand auch der Friedhof, zurück blieb an dem Ort lediglich eine kleine Kapelle. Die Pfarrei Salmannshofen wurde nach Affaltern übertragen und die Filiale zur Pfarrei erhoben. Im Jahr der Transferierung erhielt Affaltern auch seinen eigenen Friedhof.

### Jüngere Geschichte
Das Domkapitel veräußerte die Klostermühle von Salmannshofen an den Müller Kaspar Bertele für einen Kaufpreis von 500 Gulden. 1874 verkaufte der Mühlenbesitzer Matthäus Bertele die untere Mühle von Salmannshofen an den Müller Johann Baptist Gott von Achsheim. Seit 1887 war sie in Besitz der Familie Hintermayr. 1780 erwarb Leonhard Zimmermann von Feigenhofen den Pfarrhof von Salmannshofen mit der ehemaligen Hausnummer 46 für 1200 Gulden. 1841 gelangte der Pfarrbauerhof später Klausenbauerhof käuflich an Josef Jehle von Batzenhofen. Die Familie zog 1877 nach Affaltern.